# Buckley & Nunn

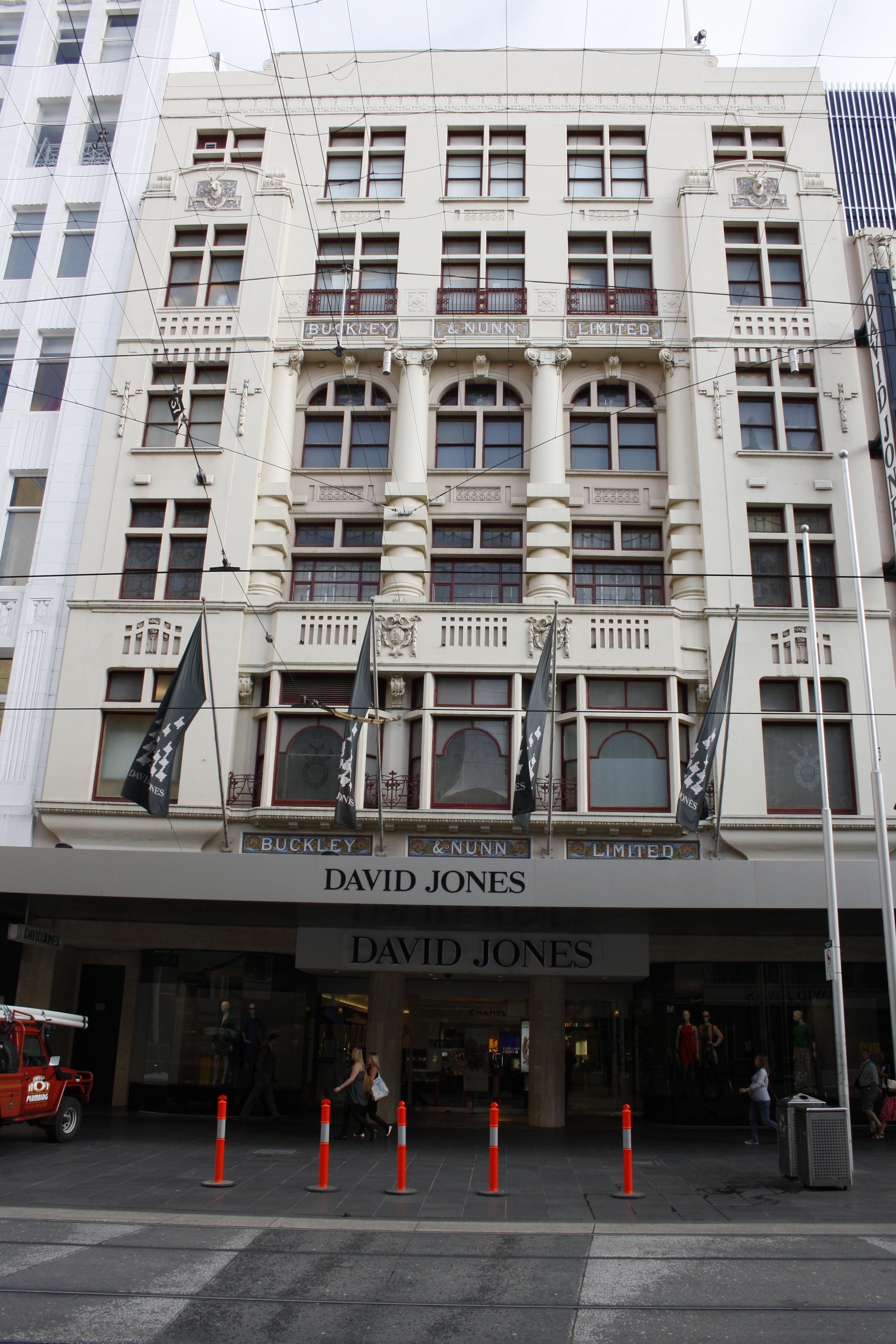
Buckley & Nunn-borden op het huidige David Jones-gebouw (Westers Edwardiaans barokgebouw)

Buckley & Nunn (ook bekend als Buckley's) was een warenhuis in Melbourne, Victoria, Australië. Het opende voor het eerst zijn deuren in 1851 als stoffenwinkel en concurreerde in zijn bloeitijd als warenhuis met Myer (1900). Het was gevestigd in een reeks gebouwen aan de Bourke Street in het stadscentrum van Melbourne totdat het in 1982 werd overgenomen door David Jones.
Het bedrijf was een populaire verkoper van modieuze kleding en in de postordercatalogus uit 1914 werden elegante jurken gepromoot. In 1939 werd damesnachtkleding in etalages tentoongesteld. Dergelijke verschijnselen zorgden al sinds 1912 voor opstoppingen op de stoep voor voetgangers, zoals te zien is op foto's uit die tijd. In de jaren 1920 stond de tearoom van de winkel bekend als een modieuze ontmoetingsplaats voor dames.

## Geschiedenis
Buckley & Nunn werd opgericht door Mars Buckley (1825–1905) en zijn partner, Crumpton John Nunn (1828–1891).  Buckley werd geboren in Mallow, County Cork in Ierland en emigreerde in 1851 met zijn gezin naar Victoria. Buckley ging met koopwaar naar de goudvelden van Ballarat en Forest Creek, wat winstgevend bleek. Toen er in 1852 een nieuwe lading goederen arriveerde, ging hij een partnerschap aan met de in Engeland geboren Nunn, onder de naam Buckley & Nunn. Nunn keerde al snel terug naar Engeland om dat deel van de zaak te beheren.
De eerste winkel van Buckley & Nunn was een stoffenwinkel in een houten gebouw van 9 m² met een jaarlijkse huur van £250. De daaropvolgende jaren breidde de zaak flink uit en Buckley nam een groter pand voor £ 3000 per jaar en kocht het land voor £ 22.000, waarmee hij een frontbreedte van 8,2 m aan Bourke Street kreeg. Al snel werd dit uitgebreid tot 49 m met een diepte van 91 m naar Post Office Place. In 1859 getuigde Buckley voor de commissie die zich met het tarief bezighield. In die tijd had hij 20 vrouwen in dienst en importeerde hij het grootste deel van zijn goederen via Dalgety. In de jaren 1860 legde hij rechtstreeks contact met de belangrijkste Britse bedrijven en de winkel maakte een jaarlijkse winst van ongeveer £40.000. In 1866 hielp Buckley bij de oprichting van de Commercial Bank of Australia.
Na de zelfmoord van Nunn in 1891 verkocht Buckley de zaak aan Robert Reid, die hem in 1892 in Londen doorverkocht voor £300.000. Het bedrijf heette toen Buckley & Nunn Pty Ltd.
Buckley had een hekel aan publiciteit en bemoeide zich niet met het politieke of gemeentelijke leven. Buckley stierf in 1905 aan hartfalen.
Het bedrijf werd omgezet in een naamloze vennootschap: Buckley & Nunn Ltd., die het bedrijf moderniseerde en de twee iconische gebouwen aan de noordkant van Bourke Street bouwde, het westelijke gebouw in 1911-1912 en het oostelijke gebouw in 1933-1934.
In 1960 opende Buckley & Nunn Ltd een vestiging in het Chadstone Shopping Centre. In 1966 werd een winkel geopend in het Northland Shopping Centre.
Het bedrijf en de eigendommen werden in 1982 door David Jones gekocht en samengevoegd tot de David Jones Groep. Het bedrijf werd op 5 mei 1982 van de ASX-beurs gehaald.
Na de aankoop door David Jones werden de winkels in het Chadstone Shopping Centre en het Northland Shopping Centre in de jaren 80 gesloten.

## Gebouwen
In de 20e eeuw was het bedrijf gevestigd in twee aangrenzende gebouwen aan de noordkant van Bourke Street. Het westelijke gebouw (Bourke Street 306-312) was het Buckley & Nunn Emporium in Edwardiaanse barokstijl, gebouwd in twee fasen in 1911 en 1912.
Het oostelijke gebouw, de Men's Store (Bourke Street 298-304), werd ontworpen door dezelfde lokale architecten: Bates, Smart &amp; McCutcheon. Het gebouw in moderne of art-decostijl werd in 1933-1934 gebouwd. Het werd beschouwd als een architectonisch succes en won in 1934 de Street Architecture Medal van het Royal Victorian Institute of Architects, omdat het ‘een duidelijke afwijking was van het traditionele en dus exemplarisch voor de moderne trend in design’. Het was versierd met mannelijke bas-reliëffiguren in jazz-kostuums, geglazuurde terracotta panelen en borstweringen bekleed met roestvrijstalen chevrons en kleurrijke symbolen van muzieknoten. De National Trust heeft de liftkooien en lobby's omschreven als 'ongeëvenaard in Victoria als voorbeelden van de Europese geometrische art-deco-vormen die de decoratieve kunst in de jaren 1930 domineerden'. 